# Космос-2380
Космос-2380 је један од преко 2400 совјетских вјештачких сателита лансираних у оквиру програма Космос.
Космос-2380 је лансиран 1. децембра 2001. године са космодрома Тјуратам, Бајконур, Казахстан. Ракета-носач Протон-К је поставила сателит у орбиту око планете Земље. 